# 常磐市
常磐市（日语：／ Jōban shi */?）是福島縣濱通的一個已不存在的市。相當與現在磐城市湯本站周邊地區。